# Differenzfrequenzerzeugung
Differenzfrequenzerzeugung (engl. Difference Frequency Generation Abk. DFG) ist ein der Summenfrequenzerzeugung ähnlicher Effekt der nichtlinearen Optik. Maßgeblich für die Differenzfrequenzerzeugung ist die Suszeptibilität 2. Ordnung des Materials. In einem nichtlinearen Kristall (optische Kristalle) ohne Inversionssymmetrie werden zwei Wellen der Frequenz {\displaystyle f_{3}}  und {\displaystyle f_{2}} eingestrahlt, wobei {\displaystyle f_{3}>f_{2}}. Im Kristall entsteht eine Welle der Frequenz {\displaystyle f_{1}=f_{3}-f_{2}}, weshalb man (wie auch bei der Summenfrequenzerzeugung) von Frequenzmischung spricht. Dabei muss die Phasenanpassungsbedingung erfüllt sein und die eingestrahlten Wellen müssen eine hohe Intensität besitzen. Die Differenzfrequenzerzeugung hat große praktische Bedeutung als Methode zur effektiven Erzeugung von kohärenter (laserartiger) Strahlung im IR-Bereich. Als Lichtquellen werden abstimmbare Farbstofflaser verwendet.